# Philippe Braunschweig
Pour les articles homonymes, voir Braunschweig (homonymie).
 (janvier 2022).
Philippe Braunschweig, né le 24 août 1928 à La Chaux-de-Fonds et mort le 3 avril 2010 à Vevey, est un industriel et mécène suisse.

## Biographie
Tout comme son père Georges Braunschweig, Philippe obtient un diplôme de l'École polytechnique fédérale de Zurich en 1952. Il prend la succession de son père à la tête de l'entreprise horlogère Portescap et en devient président du groupe dès 1973,.
Parallèlement, à son activité professionnelle, Philippe Braunschweig, qui a épousé une danseuse russe, réussit à faire venir les ballets Béjart à Lausanne, s'engage en faveur de la danse classique en fondant, en 1973, le Prix de Lausanne et en favorisant l'installation à Lausanne de l'école-atelier Rudra en 1987,.
De 1975 à 1986, Philippe Braunschweig, est Président, à la suite de son père, du Club 44 à La Chaux-de-Fonds. Philippe devient également président et directeur général de Portescap après le décès de son père le 9 avril 1975.
En 1977, Philippe Braunschweig fait produire par Portescap de micromoteurs à courant continu Escap® destinés aux industries de l’électronique, des instruments et de l’informatique, ainsi que des micromoteurs pas-à-pas Escap® pour l’horlogerie à quartz. Mais ces innovations ne réussissent pas à freiner le déclin de l'entreprise,.
En 1987, grâce à ses relations et ses contacts avec Yvette Jaggi, Philippe devient la cheville ouvrière de l'installation à Lausanne du Ballet Béjart (BBL). En 1991, il préside l'Association faîtière suisse des professionnels de la danse et l'Organisation internationale pour la reconversion des danseurs professionnels en 1992,.
De plus, le directeur de Portescap est membre du conseil de l'UNESCO, Chevalier de la Légion d'honneur et officier de l'ordre du Mérite. Il meurt le 3 avril 2010 à Vevey (VD), emporté par la maladie à l’âge de 82 ans.

### Fonds d'archives
- Fonds : Braunschweig, Philippe et Elvire (1969-2011) [31 mètres linéaires].  Cote : 1013 et 1030. Lausanne : Fondation SAPA (présentation en ligne).